# Martin Wiehle
Martin Wiehle (* 23. Oktober 1926 in Breslau; † 10. Mai 2023) war ein deutscher Historiker.

## Leben
Im Zweiten Weltkrieg war Wiehle in den Jahren 1943 bis 1945 als deutscher Soldat bei der Flak und der Kriegsmarine eingesetzt. In der Nachkriegszeit arbeitete er bis 1946 als Landarbeiter im Landkreis Bremervörde, bevor er dann bis 1948 als Bergarbeiter in Rositz in Thüringen beschäftigt war. Es folgte dann von 1948 bis 1951 eine Fachschulausbildung an der Bibliothekarschule in Jena. Er arbeitete von 1951 bis 1954 als Bibliothekar an der Landesstelle für Bibliothekswesen zunächst in Jena, später in Weimar. 1954 wurde er Direktor der Stadt- und Bezirksbibliothek Wilhelm Weitling in Magdeburg. Diese Funktion hatte er mehr als drei Jahrzehnte bis 1991 inne. Von 1957 bis 1963 absolvierte Wiehle ein Fernstudium der Geschichte an der Berliner Humboldt-Universität, das er als Diplom-Historiker abschloss. 
Ab 1955 veröffentlichte er Arbeiten zu geschichtlichen und biografischen Themen. Schwerpunkte waren regional- und bibliotheksgeschichtliche sowie bibliotheksfachliche Veröffentlichungen. Zu seinen Verdiensten gehören mehrere Werke zur Geschichte der Region Magdeburg, inklusive der Magdeburger Börde und der Altmark. Er arbeitete auch am im Jahr 2002 erschienenen Magdeburger Biographischen Lexikon mit.

## Werke
- 450 Jahre Magdeburger Stadtbibliothek, 1975, Herausgeber
- Beiträge zur Weitlingforschung, Band 1, 1986
- Schätze der Stadtbibliothek Magdeburg, 1992
- Magdeburger Persönlichkeiten, 1993, ISBN 3-910146-06-6
- Altmark-Persönlichkeiten, 1999, ISBN 3-932090-61-6
- Bördepersönlichkeiten, 2001, ISBN 3-935358-20-2